# 克羅瓦特卡
50°55′15″N 25°4′42″E / 50.92083°N 25.07833°E
克羅瓦特卡（烏克蘭語：Кроватка），是烏克蘭的村落，位於該國西部沃倫州，由盧茨克區負責管轄，面積0.05平方公里，海拔高度185米，2001年人口267，人口密度每平方公里4,944.44人。